# バクチャーミー県

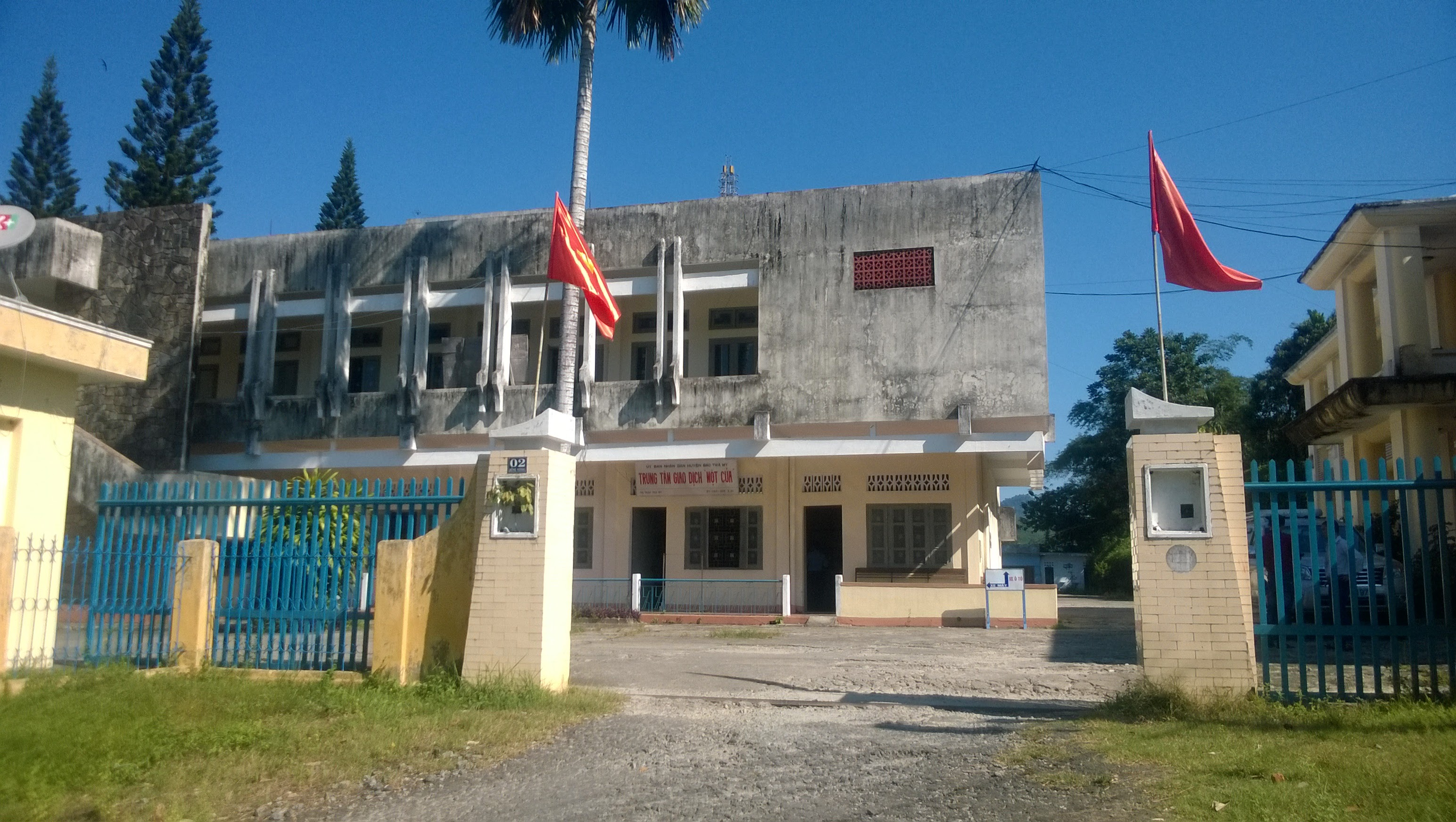
人民委員会

バクチャーミー県（バクチャーミーけん、ベトナム語：Huyện Bắc Trà My / 縣北茶眉?）は、ベトナム社会主義共和国クアンナム省の県である。面積は823.05km²、人口は42,170人（2018年）である。

## 行政区画
1市鎮12社から構成される。